# Goodbye (Jason Derulo e David Guetta)
Goodbye è un singolo del cantante statunitense Jason Derulo e del DJ francese David Guetta, pubblicato il 24 agosto 2018 come settimo estratto dal settimo album in studio di Guetta 7.
Il brano ha visto la partecipazione della rapper trinidadiana Nicki Minaj e del cantante e DJ francese Willy William ed include elementi della canzone Time to Say Goodbye, interpretata da Andrea Bocelli e Sarah Brightman e uscita nel 1996. Per questo motivo tra gli autori accreditati vi sono Francesco Sartori, Lucio Quarantotto e Franck Peterson.

## Tracce
Download digitale
1. Goodbye (feat. Nicki Minaj e Willy William) – 3:15